# Hadrophallus borealis
Hadrophallus borealis är en insektsart som beskrevs av Leon Fairmaire. Hadrophallus borealis ingår i släktet Hadrophallus och familjen hornstritar. Inga underarter finns listade i Catalogue of Life.